# Magnus Lindberg
Magnus Gustaf Adolf Lindberg (Helsinki, 27 de junio de 1958) es un compositor finlandés.
Estudió en la Academia Sibelius de Helsinki con Einojuhani Rautavaara y Paavo Heininen, iniciándose con el piano. Heininen animaba a sus alumnos para que mirasen más allá de la estética conservadora y nacionalista finlandesa que prevalecía, y explorasen las obras de la vanguardia europea. 
Asistió a cursos de verano en Siena (con Franco Donatoni) y en Darmstadt (con Brian Ferneyhough). Después de graduarse en la Academia Sibelius en 1981 viajó extensamente por Europa, cursando estudios privados con Vinko Globokar y Gérard Grisey en París, y contactando con la percusión tradicional japonesa y el punk rock en Berlín.
Cuando a la edad de 16 años Lindberg compuso una extensa obra orquestal titulada Donor, ésta fue considerada como imposible de interpretar, y varias de sus obras siguientes fueron consideradas como meros trabajos de juventud. Quintetto dell’Estate (1979) está considerado generalmente como su opus 1. Su primera obra en ser interpretada por una orquesta profesional fue Sculpture II en 1982, la primera parte de una trilogía cuyas primera y tercera partes carecen extensamente de escritura. Su primer gran éxito vino con Action-Situation-Signification (1982), el primer trabajo en el que Lindberg explora el terreno de la música concreta. Esta obra fue escrita para ser estrenada por el conjunto de música experimental Toimii, que Lindberg fundó durante el verano de 1980. Lindberg es también un consumado pianista, y ha interpretado varias de sus obras como parte de Toimii. 
Kraft (1983-85), otra pieza compuesta para Toimii, era el trabajo más extenso de Lindberg hasta la fecha, con armonías de alrededor de 70 notas. Utiliza no sólo la instrumentación tradicional, sino que para la percusión utiliza metales de desecho y la propia voz hablada. Lindberg consideró que tras esta obra de grandes dimensiones se iniciaba una nueva época difícil de continuar, y a excepción de Ur (1986) decidió dar un parón creativo que duraría dos años. Durante este tiempo no sólo repasaba su estilo, sino que también se recuperaba de una enfermedad tropical contraída durante uno de sus viajes en Indonesia.
- Datos: Q503672
- Multimedia: Magnus Lindberg / Q503672